# Sexqeltqin
Sexqeltqin (Adams Lake Indian Band), jedna od 17 bandi Shuswap Indijanaca, porodica salishan, naseljeni na jugu Britanske Kolumbije. Sexqeltqin su danas jedna od deset bandi  'Shuswap Nation Tribal Council'  (SNTC), a porijeklom su od stare shuswapske skupine Skstellnemuk ili Shuswap Lake. Danas žive na rezervatima Hustalen 1, Squaam 2, Toops 3, Sahhaltkum 4, Stequmwhulpa 5, Switsemalph 6, Switsemalph 7.
Ime Adams Lake došlo je po poglavici koji je pokršten kao Adams. Populacija im iznosi oko 500, od čega 330 na rezervatima i 180 van rezervata.

## Vanjske poveznice
- Adams Lake Indian Band